# Port lotniczy Basco
Port lotniczy Basco (IATA: BSO, ICAO: RPUO) – krajowy port lotniczy położony w Basco, na Filipinach.

## Linie lotnicze i połączenia
| Linia Lotnicza                   | Kierunek                          |
| -------------------------------- | --------------------------------- |
| PAL Express                      | 1. Clark 2. Manila                |
| Sky Pasada                       | 1. Tuguegarao 2. Calayan 3. Laoag |
| Fliteline Airways                | 1. Itbayat 2. Tuguegarao          |
| Aerospeed Air Transport Services | 1. Itbayat                        |